# Bertil Rubin
Georg Bertil Rubin (i riksdagen kallad Rubin i Malmö), född 9 oktober 1922 i Pjätteryds församling, Kronobergs län, död 2 mars 1998 i Rängs församling, Skåne län, var en svensk fotograf och politiker.
Bertil Rubin var son till advokat Gereon Rubin och författarinnan Anny Marwig Rubin. Efter realexamen i Stockholm 1940 var Bertil  fotograf hos AB Text & Bilder 1942–1944, redaktör vid AB Allhems Förlag 1945, redaktör och tidningsutgivare vid Fackpress 1946–1948, direktör och innehavare av AB Skåne-Reportage från 1948 och AB Rubins Fotografiska från 1953. Han utgav I Etiopien (1962), Tanganyika (1963) samt artiklar och bilder om svensk u-hjälp och mission i dags- och veckopress. 
Rubin, som även hade kontakter med Nysvenska rörelsen, blev ordförande i Centerpartiets malmöavdelning 1961 och andre vice ordförande i Medborgerlig samling (MbS) 1964. Han invaldes samma år som riksdagsman i Fyrstadskretsen för Centerpartiet, men blev ej accepterad av partiets riksdagsgrupp, utan fick tillbringa mandatperioden som politisk vilde. Han blev en ofta hörd debattör i riksdagen, men uteslöts 1966 ur Centerpartiet och kom att företräda Samling för framsteg, SFF, som tidigare slagits samman med Medborgerlig samling och deltog i andrakammarvalet 1968 under beteckningen Samling 68. Rubin fick dock lämna riksdagen och kunde återuppta sin verksamhet som fotograf på heltid. Redan den 6 november samma år bildade han emellertid Framstegspartiet. Bertil Rubin var engagerad i kommunalpolitiken i Vellinge kommun under flera år.
På 1970-talet flög han med Carl Gustaf von Rosen och "matbombade" de svältande i Etiopien.